# 鈴木隼人 (政治家)
鈴木 隼人（すずき はやと、1977年8月8日 - ）は、日本の政治家、経産官僚。自由民主党所属の衆議院議員（4期）、自由民主党商工・中小企業関係団体委員長兼経済産業部会長代理。外務大臣政務官などを歴任した。

## 経歴
東京都生まれ。筑波大学附属駒場高等学校を経て、2000年に東京大学工学部マテリアル工学科を卒業。2002年に東京大学大学院工学系研究科修士課程を修了し、経済産業省へ入省。
経産省では、ヘルスケア政策・中小企業政策・通商政策・行政改革・知財政策・イノベーション政策分野に従事。福田康夫内閣では、行政改革担当大臣となった渡辺喜美の下で大臣補佐官を務めた。
ヘルスケア政策においては「健康経営銘柄の創設」「健康経営ガイドブックの策定」「健康増進型保険の創設」「健康サービス認証制度の創設」を企業・団体と連携し、構想から実現まで責任者として手がけた。
2014年、経産省を退官して年末の第47回衆議院議員総選挙に比例東京ブロックから自由民主党名簿第25位で出馬・初当選。
2017年の第48回衆議院議員総選挙においては、自民党公認候補として東京10区から出馬。都民ファーストの会を支援するため自民党を離れ、希望の党の結党時に中心となった若狭勝へ比例復活も許さず、再選を果たす。小選挙区では初めての当選となった。
2021年の第49回衆議院議員総選挙では、立憲民主党の新人で前回は次点の落選だった鈴木庸介に比例復活を許すも、小選挙区で当選し3選。
2024年の第50回衆議院議員総選挙では、鈴木庸介に591票差まで迫られ比例復活を許すも、小選挙区で当選し4選。同年11月15日自由民主党商工・中小企業関係団体委員長兼経済産業部会長代理に就任。

## 政策・主張

### 認知症基本法
特に認知症分野へ力を入れており、2019年には「認知症基本法案」を起草した。認知症の祖父母を家族で介護した経験から問題意識を持つに至り、経産省時代にはヘルスケア産業課で予防活動に関わっていたという。また、衆議院議員への当選後に、「認知症」を冠した複数の議員連盟が実質的に機能していない事実を知ったことも、自ら音頭をとる動機づけとなった。しかし、同法案は審議入りする事なく、2021年の衆議院解散に伴い廃案となった。
こうした経過を踏まえ、2021年6月に鈴木が事務局長となって与野党による超党派の議員連盟（共生社会の実現に向けた認知症施策推進議員連盟）を発足させた。同議連で鈴木は法案起草者として各党の見解を取りまとめつつ、認知症の当事者団体からも意見を聴取した。
以上のような調整を経て、同法案は2023年6月の衆議院厚生労働委員会における全会一致の決議を得た。これにより、委員会提出法案として衆参両院の本会議にかけられた結果、全会一致をもって「共生社会の実現を推進するための認知症基本法」（認知症基本法）が可決・成立することとなった。

### 子育て支援・少子化対策
子育てや少子化に関して、TOKYO HEADLINEの取材に対して 「子供を安心して産み・育てられる環境整備に加え、少子化対策の本丸でありながら政策的対応が遅れている「未婚化対策」に切り込んでいきたい」。と語った。特に働く女性の子育てに関しては「従業員の子育てを応援」することが大事としたうえで、そうすることで「仕事と子育ての両立が進み、少子化対策と経済再生を同時に実現」するとしている。さらには、制度を整備するだけでは不十分で「上司主導で男性職員にも育休を必ず取得させるなど、仕事と子育ての両立を社内文化として浸透させるための取り組み」が必要だとして、法律と運用の双方での対応が必要だと述べた。

### 新型コロナウィルスでの国会審議の対応について
時事通信社のインタビューで、新型コロナウイルス対策として、感染が広がったとき「国会での議論、法案審議は国民生活に直結する」として、従来の国会運営ではなく、オンライン開催の必要性を述べている。鈴木は「やむを得ず国会に来られない人たちがオンラインで審議に出席し、採決に参加できるルールやシステムの整備」が必要としたうえで、「オンラインでの採決は、セキュリティーの問題も考えると今すぐ実現できる話ではない。今は書面で賛否を投ずることができるよう、臨時の特例ルールを作るべきだ」として、現状の法整備の不備を指摘した。また法案改正に対して「野党にも同じような問題意識の方がいる」として、超党派での法案改正を進めていくとした。

### 貧困の連鎖解消
現在の世界の状況を「新自由主義×グローバリゼーションの進行」と分析したうえで、新自由主義への批判として「不安定な雇用や厳しい年金生活など、新自由主義が社会を大きく変質させてきたことへの反省がある」としている。新自由主義を批判したうえで「新自由主義的な路線を修正して、社会的公正をより重視していく必要がある」として、社会福祉などが手厚い所謂大きな政府を目指すとしている。鈴木は母子家庭の貧困について、海外との比較を示しながら、日本は母子家庭の貧困率が高いことをあげ「『働けば食える社会』をどうやって実現していくか」が重要だとした。方策として、賃上げと経済構造の変換が必要としたうえで、貧困世帯の子供への支援としてスクールソーシャルワーカーが必要だとしている｡

### その他
- 憲法9条への自衛隊の明記に賛成[25]。
- 集団的自衛権の行使を容認[26]。
- 災害対策の強化に尽力[5]｡
- 防衛力の強化に賛成[27]。
- 女性天皇に反対[28]。
- 「アベノミクス」を評価する[26]。
- 憲法への緊急事態条項の創設に賛成[28]。
- 小中学校の授業で「道徳」を教え、評価を行うことに賛成[26]。
- 首相による靖国神社への参拝は問題ない[26]。
- 米軍普天間飛行場の辺野古移転はやむを得ない[28]。
- 特定秘密の保護に関する法律の導入は必要だ[26]。
- 中華人民共和国や韓国にはより強い態度で臨む[28]。
- 緊急避妊薬を処方箋がなくとも薬局で販売することに賛成[29]。
- 選挙におけるインターネット投票の導入に賛成[29]。
- 再生可能エネルギーを主力電源にしていくべき[25]。
- カジノ解禁に賛成[26]。
- 消費税10％に賛成[27]。
- 村山談話の見直しに反対[26]。
- 河野談話の見直しに賛成[26]。
- 同性婚を可能とする法改正について無回答[25]。
- 選択的夫婦別姓の制度の導入にどちらかといえば反対[25]。
- 受動喫煙防止を目的に飲食店等の建物内を原則禁煙とする健康増進法改正に賛成[30]。
- 候補者や議席の一定割合を女性に割り当てる「クオータ制」の導入に反対[25]。
- 2022年8月の共同通信社による世界平和統一家庭連合（旧統一教会）のアンケートでは、「献金やパーティー券購入」「選挙活動の支援」「イベント出席や祝電」について回答しなかった[31]。

## 人物
- 趣味はスキー、テニス、釣り[32]。
- 義父は総合エンタテインメント企業であるセガサミーホールディングスの創業者・里見治[33]。同社社長の里見治紀は義兄[34]。

## 所属団体・議員連盟
- 日本会議豊島練馬支部（顧問）
- 全日本スキー連盟（公認準指導員）
- オンラインゲーム・eスポーツ議員連盟（事務局次長）
- 共生社会の実現に向けた認知症施策推進議員連盟（事務局長）
- 若者政策推進議連

## 選挙歴
| 当落 | 選挙                   | 執行日         | 年齢 | 選挙区           | 政党       | 得票数     | 得票率 | 定数 | 得票順位 /候補者数 | 政党内比例順位 /政党当選者数 |
| ---- | ---------------------- | -------------- | ---- | ---------------- | ---------- | ---------- | ------ | ---- | ------------------ | ---------------------------- |
| 当   | 第47回衆議院議員総選挙 | 2014年12月14日 | 37   | 比例東京ブロック | 自由民主党 | ーー票     | ーー   | 17   | /                  | 3/6                          |
| 当   | 第48回衆議院議員総選挙 | 2017年10月22日 | 40   | 東京都第10区     | 自由民主党 | 9万1146票  | 37.37% | 1    | 1/6                | /                            |
| 当   | 第49回衆議院議員総選挙 | 2021年10月31日 | 44   | 東京都第10区     | 自由民主党 | 11万5122票 | 43.80% | 1    | 1/5                | /                            |
| 当   | 第50回衆議院議員総選挙 | 2024年10月27日 | 47   | 東京都第10区     | 自由民主党 | 9万3490票  | 38.65% | 1    | 1/4                | /                            |

## 著書
- 『なぜ、身のたけ起業で幸せになれるのか? : 一億総スマイル社会の実現に向けて』マキノ出版、2017年8月25日。ISBN 978-4837672593。